# ティヴ語
ティヴ語（Tiv）は、ニジェール・コンゴ語族に属する言語である。話者はナイジェリアに居住し、わずかながらカメルーンにも居住する。
話者数は600万人以上である。 ナイジェリア内で話される地域としては、主にベヌエ州であり、他にプラトー州、タラバ州、ナサラワ州、アブジャの連邦首都地区(FCT)に広がっている。